# Lily Becker-Krier
Lily Becker-Krier, Pseudonym Ly (* 1898; † 1981) war eine luxemburgische Frauenrechtlerin und Gewerkschafterin.

## Leben
Lily Becker, die in ihren Jugendjahren den Beruf eines Ladenmädchens ausübte, trat 1919 in die Sozialistische Partei Luxemburgs ein. Im selben Jahr tat sie sich erstmals als politische Aktivistin hervor, als sie anlässlich der Demonstration gegen die Teuerungszulage und Lebensmittelpreise vom 13. August 1919 in der luxemburgischen Hauptstadt erstmals eine öffentliche Rede hielt. Im selben Jahr versuchte sie die Gründung eines Verbandes der weiblichen Angestellten und Arbeiterinnen zu initiieren.
1920 wurde Becker Hilfssekretärin für das im selben Jahr geschaffene Sekretariat der Gewerkschaftskommission. Zu dieser Zeit begann sie auch Beiträge über Frauenthemen und soziale Probleme für das Wochenblatt Proletarier zu schreiben. Nach der Gründung der Arbeiterkammer Luxemburgs (französisch Chambre des salariés) übernahm Becker die Leitung derselben (bis 1937). 1927 beteiligte sie sich an der Gründung der Frauenorganisation Foyer de la Femme, deren Vizepräsidentschaft sie übernahm.
Um 1925 heiratete Becker den Politiker Pierre Krier, der in späteren Jahren u. a. von 1937 bis 1947 das Amt des luxemburgischen Arbeitsministers bekleidete.
In den 1930er Jahren widmete Becker-Krier sich der Unterstützung von Flüchtlingen aus dem nationalsozialistischen Deutschland. 
Anlässlich der deutschen Besetzung Luxemburgs im Jahr 1940 ging Becker-Krier zusammen mit ihrem Mann in die Emigration nach Großbritannien und später in die USA. Dort leitete sie das New Yorker Büro der Internationalen Transportarbeiter-Föderation.
Von den Machthabern in Deutschland als Staatsfeindin angesehen wurde Becker-Krier im Frühjahr 1940, wie ihr Mann, vom Reichssicherheitshauptamt in Berlin auf die Sonderfahndungsliste G.B. gesetzt, ein Verzeichnis von Personen, die im Falle einer erfolgreichen Invasion und Besetzung der britischen Insel durch die deutsche Wehrmacht (Unternehmen Seelöwe) automatisch und vorrangig von Sondereinheiten der SS verhaftet werden sollten.
Bis 1950 blieb sie in der Parteileitung der sozialistischen Partei, engagierte sich in der Europa-Bewegung und schrieb Beiträge für die Gewerkschaftspresse.

## Schriften
- Pierre Krier: Ein Lebensbild, 1957.